# Otto Bachmann (Schauspieler)
Otto Bachmann (* 1799 in Königsberg, Königreich Preußen; † 5. Mai 1870 in Hamburg, Norddeutscher Bund) war ein deutscher Theaterschauspieler.

## Leben
In seinem ersten Lebensjahr übersiedelte er mit seinen Eltern nach Danzig und betrat 1805 in einer Kinderrolle zum ersten Mal die Bühne. 1822 wurde er Mitglied der Fallerschen Gesellschaft, der er 15 Jahre lang angehörte. 1840 trat er in Köln auf, 1843 in Bremen, 1845 in Triest, und 1846 in Wien, bis er 1847 nach Hamburg kam, wo er am 16. September am Thalia Theater als Emmerling in „Die gefährliche Tante“ debütierte, und zwar so erfolgreich, dass er sofort verpflichtet wurde. Er gehörte diesem Theater fortan als geschätztes Mitglied an, und als er am 23. März 1865 sein 60-jähriges Bühnenjubiläum feierte (es gelangten „Ein neuer Lear“, „Ein Wechsel“ und „Die Zeichen der Liebe“ zur Aufführung), empfing er die unzweideutigen Beweise allseitiger Achtung und Beliebtheit. Er blieb noch weiter bühnentätig und erfreute sich bis zu seinem Ableben großer geistiger Frische. Sein schauspielerisches Gebilde waren stets der Natur abgeschaute, bis in die kleinste Nuance wahrheitsgetreue Figuren. Trotz seines hohen Alters spielte er jede neue Rolle mit Hingebung und Liebe zur Sache. Er starb am 5. Mai 1870 in Hamburg.